# Jatiarjo
Jatiarjo is een bestuurslaag in het regentschap Pasuruan van de provincie Oost-Java, Indonesië. Jatiarjo telt 6777 inwoners (volkstelling 2010).